# Alexander Hausvater
Alexander Hausvater (n. 11 iunie 1949, București) este un regizor evreu canadian de origine română.

## Biografie
În anul 1959 a emigrat împreună cu familia în Israel. După o ședere în Israel (1959-1967), unde a absolvit cursurile Universității din Tel Aviv, a urmat cursuri de literatură dramatică la Dublin, unde a debutat ca regizor.
A debutat ca regizor cu spectacolul „Nazdravanul Occidentului” în 1971, la Teatrul Național Irlandez din Dublin. Spectacolul a fost interzis, din cauza pudibonderiei de atunci și pentru că se juca în limba celtică.
Între 1969 și 1972 a fost directorul artistic al Teatrului Peacock din Dublin.
Din 1971 locuiește în Canada.
A fondat Montréal Theatre Lab, al cărui director a fost între anii 1973 și 1979. A condus Teatrul L’Echiquier (1979-1985), iar din 1989 este directorul artistic al Teatrului L’Archipel. Între 1983 și 1987 a fost directorul Festivalului Quinzaine Internationale du Théâtre din Québec. 
A predat la Universitatea Québec din Montréal, Școala Națională de Teatru, Universitatea McGill, Concordia și la Cégep de Saint-Hyacinthe, dar și la: National Theatre School, Montreal, Conservatoire d’Art dramatique, Quebec City, University of Ann Arbour, Ann Arbour Michigan, Polyvalente Baldwin Cartier, Pointe Claire, Quebec; University of Winnipeg, Manitoba, Tel Aviv University, Israel Lunacharski Institute (Gittis) Moscow, Russia, Laval University, Quebec City, University of Ottawa, Ottawa, etc
În 1990 a revenit în România, unde a avut un succes răsunător cu ...au pus cătușe florilor după F. Arrabal.
În 1993, s-a reîntors din nou în România și a pus în scenă La Țigănci după Mircea Eliade, ambele texte fiind adaptate de poetul Cristian Popescu. De atunci montează periodic în toate teatrele din România, dar și în alte țări, opera sa teatrală însumând peste 160 de spectacole.
În prezent, locuiește atât în Canada, cât și în București, unde regizeaza piese la Teatrul Evreiesc de Stat. 

## Spectacole regizate între 1969-1972[5]
- În Irlanda: Les Chaises; The Playboy Of The Western World;
- În Israel: The Peacock; Antigone; The Flies; Witches;
- În Canada: The Sybil (Ann Arbor Michigan); In The Shadow Of The Glen (Centrul Saidye Bronfman, Montréal); L'Heure H (Universitatea Montréal, Montréal); This Hour Has Thirty Years (Centrul Saidye Bronfman, Montréal); Ghelderode Revisited (Teatrul Neo-Mythos, Montréal); The Hangman (Universitatea McGill, Montréal); Barefoot in the Dark (Teatrul Neo-Mythos, Montréal); The Slight Ache (Universitatea Sir George Williams, Montréal); Goat Island (Pendulum Theatre, Montréal); The Indian Wants The Bronx (Universitatea Sir George Williams, Montréal); Le Cri de Promethée (Sandwich Theatre, Montréal); Solange (Neo-Mythos, Montréal); Goglu (Neo-Mythos, Montréal); Old Times (Theatre Neptune, Halifax); Bible Show (Centrul Național al Artelor, Ottawa); The Sybil (25th Street Playhouse, Saskatoon, Saskatchewan);

## Spectacole regizate din 1974 până azi[5]
- 1974 Medea (Montréal Theatre Lab, Montréal); And They Put Handcuffs on Flowers (Montréal Theatre Lab, Montréal); Seven Ways To Cross A River (Montréal Theatre Lab, Montréal); The Tempest (Universitatea Berkley, California);
- 1976 The Frogs (Festival de Gêne, Gêne, Italia); Crime et Châtiment (Théâtre Centaur, Montréal); The Full Circle (Theatre Centaur, Montréal);
- 1977 Goya (Montréal Theatre Lab, Montréal); Caligula, Dominos (Montréal Theatre Lab, Montréal); Oedipus Rex (La Mamma Theatre, New York); The Rogue's Trial, (Montréal Theatre Lab);
- 1978 Trotsky (Toronto); Kaspar (Théâtre Passe Muraille Toronto; turnee la Montréal, Ottawa, Kingston); Elizabeth I (Universitatea Concordia, Montréal); Solzenitsyn (Montréal Theatre Lab, Montréal); La Paix (Québec); Police (National Mime Theatre, Toronto, Montréal); The Seagull (Montréal Theatre Lab, Concordia);
- 1979 Solzenitsyn (National Centre of Arts, Ottawa); Jacques Prévert (Théâtre des Quatre Sous, Montréal); La bonne âme de Setzuan (Universitatea Ottawa); Changes (76th Street Theatre, New York, Statele Unite); Brecht on Brecht, (New York, Statele Unite);
- 1980 Comrade Pioneer (Rochester, New York); Boris Vian Pokerblues (Théâtre des Quatre Sous, Montréal); Biographie A Game, (Saidye Bronfman Centre, Montréal); L'amante Anglaise (Centaur Theatre, Montréal); The Seagull (Montréal Theatre Lab, Montréal);
- 1981 Metamorphoses (Théâtre des Quatre Sous, Montréal); Happy End (Montréal Theatre Lab, Montréal); Le Décameron (Gêne Int., Gêne, Italia);
- 1982 Oncle Vania (Théâtre du Bois de Coulonge, Québec); Le fou et la nonne (L’Echiquier, Montréal); Le Décameron (Théâtre des Quatre Sous, Montréal); Stop Watch (Rochester Theatre, Statele Unite);
- 1983 Hamlet (Théâtre des Quatre Sous, Montréal);
- 1984 Trois chansons d'amour (Théâtre du Bois de Coulonge, Québec); Mahagonny (Théâtre des Quatre Sous, Montréal); Les Frères Karamazov (L’Echiquier, Montréal); L'Artiste de la Faim (Théâtre des Quatre Sous, Montréal);
- 1985 Trio, Café de la Place (Place des Arts, Montréal); Dix Petits Nègres (Théâtre du Bois de Coulogne, Québec); Les Troyennes (L’Echiquier, Montréal); The Butterfly Hunter and The Bride (Théâtre Saidye Bronfman, Montréal); Lenz (Opera SMCQ, Montréal, Québec, Toronto);
- 1986 Ecart Temps (Théâtre des Quatre Sous, Montréal); Assasin (Théâtre du Bois de Coulogne, Québec); Ghetto (Toronto Workshop Productions, Toronto); Dinosares (Fred Bary, Montréal); Dialogue (Royal Alexander Theatre, Toronto);
- 1987 L'Enfant en pénitence (Théâtre de l'Ile, Québec); Up Your Alley (Théâtre Saidye Bronfman, Montréal); Péricles (Théâtre Passe Muraille, Toronto); Schweyk (UQAM, Montréal); Molière (National Theatre School, Montréal); Lady Lester (Festival des Amériques, Montréal); Spectacle Botto Strauss (La Licorne, Montréal);
- 1988 Le baiser de la femme araignée (Montréal, New York, Edmonton, Edinburgh); Goya (Théâtre Studio, Varșovia, Polonia); Les étrangers (Copenhaga, Danemarca); Richard III (Mickery Théâtre, Olanda); The Power of Darkness (Universitatea Concordia, Montréal);
- 1989 A deLEARium Parade (APA, Montréal); Dossier Rigoletto (La Veillée, Montréal, Québec, Sherbrooke); Le baiser de la femme araignée (La Licorne, Montréal și National Centre of Arts, Ottawa); Le proces (Winnipeg, Manitoba);
- 1990 Jeux de massacre (Option Théâtre, St. Hyacinthe, Québec); Comme il vous plaira (UQAM, Montréal); Jeux de femmes (Café de la Place, Place des Arts, Montréal);
- 1991 Comme il vous plaira (Théâtre de la Licorne, Montréal); Italian American Reconciliation (Elysée, Montréal); The Kiss of the Woman Spider, (Edmonton, Long Island); ... au pus cătușe florilor (Teatrul Odeon, București);
- 1993 Venus și Lady Chatterly (La Chapelle Historique, Montréal); M. Butterfly (Centre Saidye Bronfman, Montréal); La Țigănci (Teatrul Odeon, București, România); Je vous ecris du Caire (Théâtre d'Aujourd'hui, Montréal); Conte d'Hiver (Option Theatre, St. Hyacinthe);
- 1994 Teibele and Her Demon (Rialto Theatre, Montréal); Menottes sur les fleurs (Oldenburg, Germania); Les Guerriers (Théâtre Français du Toronto, Toronto);
- 1995 Pericle (Teatrul Odeon, București, România); Orange mecanique (Rialto Theatre, Montréal); Passion Play (Centre Saidye Bronfman, Montréal); Salomée (La Licorne, Montréal);
- 1996 Les femmes gitannes (Oldenburg, Germania); L'ile d'Achille (Place des Arts, Montréal);
- 1997 Barbe Bleu (Goethe Institute, Montréal); Le marionetiste du Lodz (Centre Saidye Bronfman, Montréal);
- 1998 There Is No Tavern in This Town (Victoria Hall, Montréal); Teibele și demonul ei (Teatrul National, Iași, România); L'arbre du vie,(La chapelle de bon pasteur Montréal);
- 1999 Nebunul și călugărița (Teatrul „Toma Caragiu”, Ploiești, România); Machiavelli (0 coproducție Teatrul Ariel din Râmnicu Vâlcea - Teatrul Odeon, București);
- 2000 Roberto Zucco (Teatrul Național „Vasile Alecsandri” Iași, România); Dear Hunter (Theatre on the Beach,Vancouver);
- 2001 Don Perimplin și Belisa în grădină (Teatrul „Toma Caragiu”, Ploiești, România); Blue Beard (Independento Teatro, Mexico City); Machinal (Teatrul Național București); Revolution (L’Echiquier, Montréal);
- 2002 Canibalii (Teatrul Național „Radu Stanca”, Sibiu); Lupii (CBC Theatre, Toronto); Pietonul și furia (Theatrum Mundi, București, România); Nō - Cinci povești de dragoste (Teatrul Național „Vasile Alecsandri” Iași, România);
- 2003 Livada de vișini (Teatrul Național Iași, România); Gheață și orhidee (Teatrul „Ioan Slavici”, Arad); Dialogue (ACCO Municipal Theatre, Israel);
- 2004 În direct din Amsterdam... Anneee Frank ! (Teatrul Evreiesc, București); Noaptea de 16 ianuarie (Teatrul de Stat, Oradea, România); Uprooted (Workshop Theatre, Tel Aviv, Israel); Cymbelin (Teatrul German Timișoara, România); Derby (Teatrul Național Radu Stanca, România)
- 2005 Salomeea (Teatrul Național Vasile Alecsandri, România), Don Juan & Faust (Teatrul Maghiar de Stat Csiky Gergely, România)
- 2006 Arborele tropicelor (Teatrul Național Vasile Alecsandri, România), Cel care primește palme (Teatrul de Stat Regina Maria, România), Athenee Palace Hotel (Teatrul Național Mihai Eminescu, Timisoara)
- 2007 Judecata (Teatrul German de Stat, Timișoara, România), Requiem (Teatrul Bacovia, România), Monumentul (Teatrul G. A. Petculescu, Resita)
- 2008 Jurnalul lui Dracula (Teatrul de Nord, Satu Mare, România), Amoc (Teatrul Clasic Ion Slavici, Arad, România), Femeile din Trahis (Teatrul Municipal, Târgoviște, România), The rocky horror show (Club Kristal, București, România), Trubadurul (Opera Nationala București, România)
- 2009 Poveste de iarnă (Teatrul Național Mihai Eminescu, Timișoara, România), Odiseea Visoțki (Teatrul Național de Operetă "Ion Dacian", București, România, FridaKahloMania (Teatrul Dramatic "Ion D. Sîrbu", Petroșani, România)
- 2010 Galaxia Svejk (Teatrul de animație "Țăndărică", București, România), Păpușarul (Teatrul Evreiesc de stat, București, România)
- 2011 Iulius Caesar (Teatrul Național Mihai Eminescu, Timișoara, România), Don Carlos (Teatrul German de Stat, Timișoara, România)
- 2016 Ovidius in Love (Teatrul de Stat,Constanța, România)
- 2018 Experimentul P ( Teatrul Alexandru Davila, Pitești, România)

## Realizator de radioemisiuni dramatice[5]
- Între 1980-1982 a fost directorul Secției Dramatice la Radio-Canada
- Co-animator, Je Vais et je Viens entre tes Mots, Radio-Canada, 1992-1996 și L’arbre de Vie (1996-2003)
- Realizatorul a peste 200 de emisiuni dramatice la radio:

L’Amante Anglaise, Les Frères Karamazov, La Sybil, Traps, Poursuivi par les personnages de Roger Fournier, Les Contes de Roch Carrier, Alma Mahler, Le Soldat Chonkin, Même pas un sourire, Erotique, La Purge, etc ...

## Creații televizate și cinematografice[5]
- CBC: The West, 1978
- PBS: Dissidents, 1981
- Co-producție Israel / Egipt: Our Story, 1982
- TV Ontario: Notre Théâtre, 1989
- TV Polonia Varșovia: Goya, 1990

## Scenarist[5]
- Producții Sim Com Ltd. Toronto: Girls' Night Out, 1983
- RSC Fillms Ltd., Montréal și UGS Paris: Le vol de Sphinx, 1985
- Telescene Montréal: Le Décameron, 1990

## Cărți publicate
- Ce dacă - [6], lansare de carte pe Crai Nou
- Decameronul (teatru), Editura Tracus Arte, 2008 [7]
- Tovarășul pionier (teatru), Editura Tracus Arte, 2008 [7]
- Chopin. Ultima Mazurka (teatru), Editura Tracus Arte, 2008 [7]
- Athenee Palace Hotel (teatru), Editura Brumar, 2008
- Solzhenitsyn (teatru), Playwrights Canada, 1979 - 86 pages [8]
- Decameronul după Boccacio [9]
- Ultima mazurcă, Editura Tracus Arte [10]
- Ce dacă ... , Editura Integral,[11]
- Captiv în mine, Editura Integral, 2019
- Experimentul P, Editura Integral, 2019
- Penumbra, Editura Integral, 2020
- Aici, Radio Eros, Editura Integral, 2020
- Dor călător, Editura Integral, 2020
- Ludi, Editura Integral, 2021

## Cărți despre Alexander Hausvater
- Măștile lui Hausvater, de Cristina Modreanu, 2005